# Hervé Rozoum
Hervé Rozoum, né le 4 octobre 1955 à Paris, est un guitariste, compositeur et producteur français vivant à Berlin.

## Biographie

### Famille
Fils d'émigrés ukrainiens russes, Hervé Rozoum reçoit dès l’âge de cinq ans une formation de violoniste soliste au Conservatoire de Paris. À peine un an plus tard, il fait ses débuts sur scène.
Enthousiasmé par la révolution musicale des années 1960, et plus particulièrement par les Rolling Stones et les Beatles, il délaisse à treize ans le violon au profit de la guitare électrique et à se voue à ses nouvelles idoles. Après avoir passé son baccalauréat, Rozoum entame des études de philosophie et de psychologie.
Hervé Rozoum est le cousin de Daniel Darc (1959-2013), chanteur et poète.

### TEE
À 18 ans, lors d'un concert au Bataclan avec The Frenchies en tant que musicien invité, il se fait remarquer par le comédien Jean-Pierre Kalfon qui le présente à Jacques Higelin. Higelin lui conseille de créer son propre groupe : ainsi le groupe Trans Europe Express (TEE) voit le jour.
Le premier album de TEE est un album rock en langue anglaise,. La presse s’en fait rapidement l’écho. Le groupe est notamment loué par les revues musicales spécialisées comme Best ou Rock & Folk, ainsi que par Hervé Muller (biographe du chanteur des Doors, Jim Morrison), qui glorifie TEE dans sa rubrique du quotidien Libération. Leur premier concert a lieu à l’Olympia. TEE passe les trois années suivantes en tournée à travers la France.
Deux autres albums,,, plusieurs singles, et des shows radiotélévisés sont relayés par la presse rock et par les unes de nombreux magazines. Trans Europe Express devient ainsi l’une des formations les plus renommées du paysage musical français vers la fin des années 1970.
Une nouvelle loi audiovisuelle instaurant des quotas de chansons francophones, réduit fortement la marge de manœuvre de TEE, avant de précipiter sa fin en 1980.

### Les années 1980

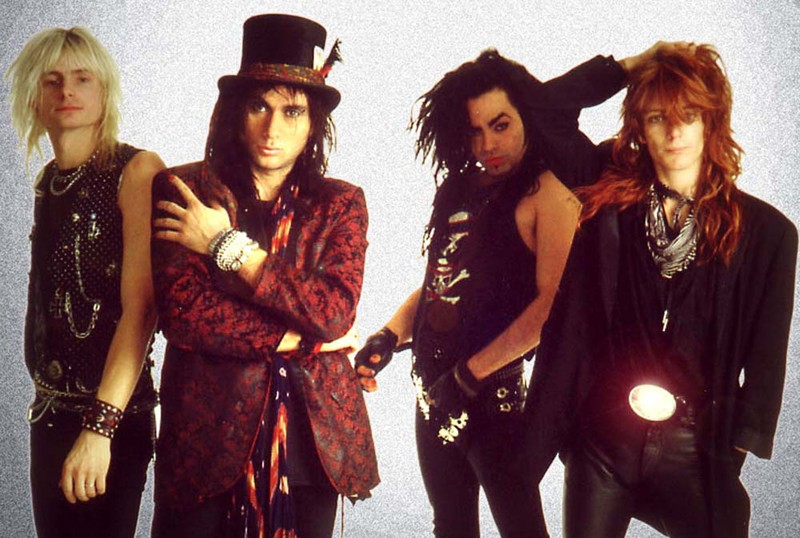
Hervé Rozoum et les Gunslingers, 1989

Hervé Rozoum connait déjà bien l’Allemagne pour y avoir passé une partie de son enfance. Au début des années 1980 déferle sur le pays la Neue Deutsche Welle, la nouvelle vague de musique germanophone. Il décide d’y prendre part et s’installe à Hambourg. Dans le même temps, son manager Bruno Bobbi met à profit les contacts et l’expérience acquis avec TEE pour propulser le groupe Trust dans le hit parade français.
Rozoum, est pour sa part, engagé comme guitariste de studio et arrangeur par la maison de production Warner-Chapell, où il va travailler pendant plusieurs années. Produit avec l’ex-claviériste d’Atlantis et de Lake, Adrian Askew, il reprend en tant que chanteur La Poupée qui fait non de Michel Polnareff. Ce single est toutefois englouti par la lame de fond musicale qu’était la Neue Deutsche Welle. 
Parallèlement, Rozoum se produit sur scène avec de nombreuses célébrités d'outre Rhin comme Teddy Ibing (Truck Stop), Joachim Witt, Kiev Stingl et Johnny and the Hurricanes.
En 1983, il intègre le groupe Big Balls and the Great White Idiot, une formation post-punk. Il enregistre avec les « Balls » plusieurs albums et singles.
Il compose ou arrange à cette époque la musique pour différentes pièces de théâtres et comédies musicales. Il travaille entre autres, pour l'institut Goethe, le Thalia Theater et la Deutsches Schauspielhaus, le plus grand théâtre d'Allemagne, avec lequel il partira plusieurs fois en tournée.
Il conclut un contrat publicitaire avec le fabricant allemand de guitares Hoyer qui lui conçoit en échange, des instruments sur mesure. Il dirige et présente un film documentaire sur la guitare électrique, au sein de la série  Les instruments de musique et leur histoire, produite par la première chaîne de télévision allemande, la Norddeutscher Rundfunk.
En 1985, The Gypsies, groupe de rock londonien se sépare de son guitariste en pleine tournée européenne. Hervé est engagé et apprend dans le bus, sur la route du prochain concert, l’ensemble du répertoire. Leur tournée s’achève à Londres où Hervé loge provisoirement chez le chanteur canadien Paul Ekness. À eux deux, ils décident de fonder les Gunslingers. Le nouveau groupe connait ses débuts à Londres, avant de poursuivre son ascension à Hambourg, où il enregistre son premier album, For my Mom,, album dont les magazines allemands Stern et Bravo font l’éloge. For my Mom est consacré "meilleur album du mois" par le mensuel Rock Hard et se maintient pendant plusieurs semaines dans les charts britanniques.
Peu après, leur single Sankt-Pauli – du nom d’un quartier populaire de Hambourg – connait à son tour un vif succès. La maison de disque Metronome Records l’intègre dans une compilation-hommage de morceaux déclarant leur amour à la ville hanséatique, à côté d'œuvres immortelles de Hans Albers et de Freddy Quinn. Les Gunslingers jouent au stade de Sankt-Pauli et partent ensuite en tournée en Allemagne, en France, en Italie et au Royaume-Uni. À leur retour, ils accompagnent pendant plusieurs mois une pièce de théâtre au Klecks-theater de Hambourg.

### Les années 1990
Après la Réunification allemande, Hervé et Paul Ekness s’installent durablement à Berlin où ils recrutent de nouveaux musiciens afin de poursuivre l'histoire des Gunslingers. Perfectionnistes, ils passent une année entière en studio pour concevoir leur second album Gunslingers,. Beaucoup trop de temps pour survivre à un monde si rapide, comme celui de l'industrie musicale. On leur reproche à présent d'imiter des groupes comme Aerosmith ou Guns N' Roses, bien qu'ils pratiquent ce style musical depuis toujours. Profondément déçu par la politique des maisons de disques, Paul Ekness retourne à Toronto, sa ville d’origine où il vient de devenir père.
Hervé Rozoum poursuit sa carrière de guitariste. On le voit sur scène aux côtés de Nina Hagen. Il compose et produit des chansons pour l'acteur Martin Semmelrogge et accompagne Jan Fedder en concert. Par l’intermédiaire de Toni Krahl il travaille comme producteur pour André Herzberg et pour les anciens musiciens de Rammstein, les Inchtabokatables.
Au début de l'année 1994, le célèbre producteur allemand de comédies musicales, Friedrich Kurz organise des castings à Berlin, Londres et New York pour son spectacle Shakespeare and Rock’n Roll, au Musical Theater de Berlin. Hervé y est engagé comme guitariste principal et coarrangeur. Il passe les cinq prochaines années à jouer ce spectacle plus d'un millier de fois. Il devient de même le guitariste du Rocky Horror Show à Berlin comme à Munich. Il monte en outre sur scène dans le cadre de galas, où il interprète le best of Cats, Starlight Express, Jesus Christ Superstar et Grease.
Il accompagne à la guitare, la chanteuse de jazz Gitte Hænning, le chanteur hollandais Taco, dont la version de Puttin' On the Ritz atteignit la 3e place des US-Billboard-Charts. Et il est également sur scène aux côtés de l'icône incontestée de la musique rock en Allemagne Udo Lindenberg. Durant cette époque, Rozoum est sous contrat avec le fabricant de guitares Gibson, dont il fait la promotion.

### Depuis 2000

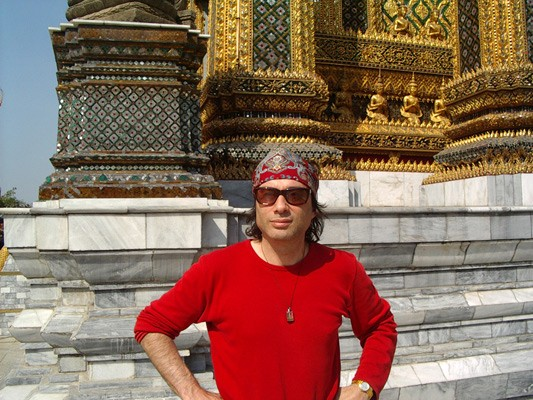
Hervé Rozoum à Bangkok en 2004

L’an 2000 inaugure une période plus calme. En 2001, Hervé Rozoum opère un retour aux sources avec un projet glam rock, rassemblant l'élite des artistes de la scène berlinoise. En 2003, il prend en charge la direction musicale du gala de Nouvel An à l’hôtel Hilton de Berlin. L’année suivante, il fonde Popdeluxe, un orchestre de gala avec lequel il part en tournée à l’étranger.
Depuis 2005, Hervé Rozoum dirige une société spécialisée dans le design sonore et graphique ainsi que le webdesign, tout en continuant à travailler comme guitariste et producteur pour divers projets musicaux.

## Discographie (extraits)
- 1976 : Trans Europe Express / Need your love
- 1977 : Trans Europe Express / Living for Rock and Roll
- 1978 : Trans Europe Express / same players shoot again
- 1978 : Trans Europe Express / Sha la la le lee
- 1979 : Trans Europe Express / Various - New Coming
- 1980 : Trans Europe Express / Somewhere in Hamburg
- 1980 : Trans Europe Express / No one else
- 1983 : Hervé Rozoum / La poupée
- 1985 : Babylon Tour / Fallen angels
- 1987 : Balls & les fleurs du mal / Je t’aime
- 1988 : Big Balls / 10 years Balls
- 1988 : Balls / Song And Legend
- 1989 : Gunslingers / For my mom
- 1990 : Gunslingers / St. Pauli
- 1991 : Foundations forum 91 – Gunslingers / Rock city
- 1992 : Das Herz von St. Pauli
- 1992 : Best of Rheinkultur
- 1993 : Gunslingers – Gunslingers
- 1994 : Shakespeare & Rock ’n’ Roll – Musical Theater Berlin
- 1995 : The sound of Shakespeare & Rock ’n’ Roll
- 1997 : Shakespeare & Rock ’n’ Roll Live in Concert
- 1997 : The big Waltz (Soundtrack - Die Mutter des Killers)'